# Detlev Buchholz
Detlev Buchholz (Gdańsk, 31 de maio de 1944) é um físico alemão.
Recebeu a Medalha Max Planck de 2008 da Deutsche Physikalische Gesellschaft. Foi palestrante convidado do Congresso Internacional de Matemáticos em Berlim (1998: Scaling algebras in local relativistic quantum physics).